# Speedball 2100
Speedball 2100 è un videogioco sportivo sviluppato dalla The Bitmap Brothers e pubblicato dalla Empire Interactive nel 2000 per PlayStation. Il videogioco è il seguito di Speedball 2: Brutal Deluxe.

## Modalità di gioco
Il videogioco ricalca il predecessore Speedball 2: Brutal Deluxe con l'aggiunta della grafica tridimensionale al posto della precedente grafica bidimensionale. Il gioco aggiunge anche alcune opzioni minori come la possibilità di personalizzare le squadre.

## Accoglienza
Nonostante le attese, la mancanza di reali innovazioni a parte la grafica tridimensionale rese il gioco poco interessante e ne decretò l'insuccesso commerciale.